# Uaxactun
Uaxactun (prononciation « ouachaktoun », selon la transcription alphabétique des langues maya) est un site archéologique maya, situé dans le Petén au Guatemala, à une vingtaine de kilomètres au nord de Tikal.
Son nom actuel signifie « huit pierre » en maya et lui a été donné par l'archéologue Sylvanus Morley, en souvenir de la stèle 9, qui date du huitième baktun. À l'époque classique, la ville se serait appelée Siaan K'aan.

## Histoire
Uxactun semble avoir été la rivale de Tikal à la fin de l'Époque préclassique et au début de l'Époque classique.
Elle semble avoir été vaincue par Tikal en 379 apr. J.-C. et être devenue un satellite de Tikal.

## Le site

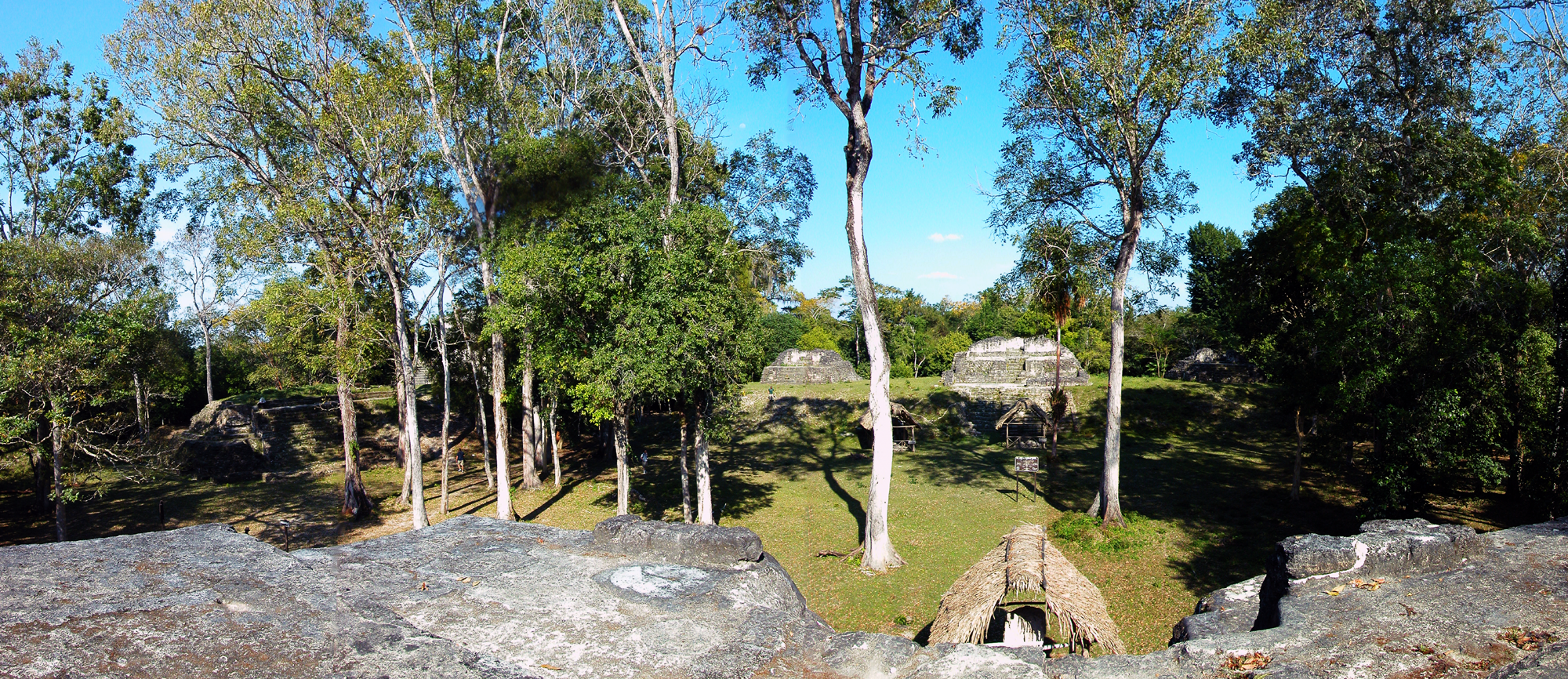
Temples du Groupe E, alignés avec les levers de soleils, vue du sommet du temple des masques, Uaxactun

Uaxactun possède une architecture caractéristique de plateformes décorées de grands masques en stuc. La plus connue de ces plateformes est la structure E-VII sub, qui est célèbre à plusieurs égards.
Elle présente un trait typique de l'architecture maya : chaque reconstruction recouvre l'édifice précédent. Comme le dernier état de la structure E-VII était fort délabré, on a décidé de restaurer le bâtiment qui se trouvait en dessous, qui est un des plus beaux exemples d'architecture préclassique.
Cette structure fait partie d'un groupe en E, dont chaque côté possède un escalier flanqué de seize masques représentant des seigneurs ou des monstres Witz. Les thèmes de ces masques sont à rapprocher de ceux trouvés à Cerros, au Belize. Cette pyramide était un observatoire astronomique: son côté est fait face à trois petits temples alignés de façon à pouvoir observer le lever du soleil aux solstices et aux équinoxes.